# Trithyris impeditalis
Trithyris impeditalis là một loài bướm đêm trong họ Crambidae.